# Abir Goswami

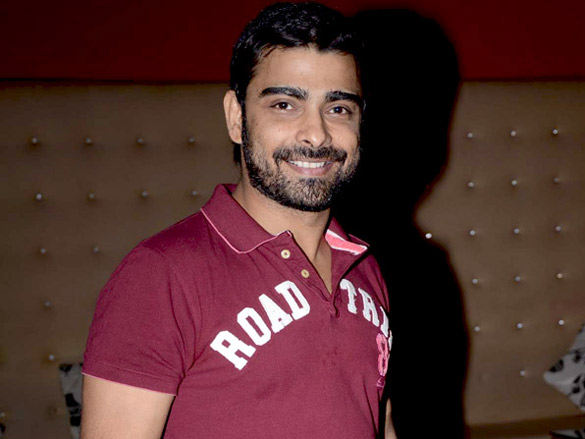
Abir Goswami.

Abir Goswami (Calcuta, 21 de abril de 1976 - Bombay, 31 de mayo de 2013) fue un actor de la televisión indio que trabajó en series de televisión como Kkusum, Pyaar Ka Dard Hai y otras.

## Muerte
Goswami murió después de sufrir un ataque al corazón. Tenía 37 años de edad.
Goswami tuvo una convulsión mientras hacía ejercicio en una caminadora del gimnasio, y fue llevado a un hospital en Malad donde murió poco después a causa de un paro cardíaco.
Abir fue diagnosticado con linfoma en mayo de 2012 y se había sometido a una cirugía.

## Shows de televisión
Abir Goswami también participó en programas como:
- Hotel Kingston
- Kumkum
- Choti Maa
- Badalte Rishton Ki Daasta
- Ghar Aaja Pardesi.[3]
- Pyaar Ka Dard
- Main Teri Parchhain Hoon
- Jaane Pehchaane Se... Ye Ajnabbi

## Películas
- Khakee como fotógrafo
- Lakshya como el capitán Sudhir Mishra
- The Legend Of Bhagat Singh como Pharindra Ghosh